# نشرة نفسية (مجلة)
النشرة النفسية (بالإنجليزية: Psychological Bulletin) هي مجلة أكاديمية شهرية محكمة وتنشر مراجعات بحثية تقييمية ومتكاملة، وتفسيرات للقضايا في علم النفس، بما في ذلك الجوانب النوعية (السردية) و/ أو الكمية (التحليلية التلوي). رئيس التحرير هو دولوريس البراسين  [الإنجليزية] (جامعة إلينوي في إربانا-شامبين).

## تاريخ المجلة
أسس المجلة عالم النفس في جامعة جونز هوبكنز، جيمس مارك بالدوين في عام 1904، مباشرة بعد أن اشترى حصة جيمس ماكين كاتيل في مجلة المراجعة النفسية [الإنجليزية]، التي كان الاثنان قد أسساها قبل عشر سنوات. أعطى بالدوين تحرير كلا المجلتين إلى جون واطسون، عندما أجبرته فضيحة على الاستقالة من منصبه في جونز هوبكنز في عام 1920. ذهبت ملكية النشرة إلى هوارد س. ارين، الذي تبرع بها في النهاية إلى جمعية علم النفس الأمريكية، التي لا تزال تمتلكها حتى يومنا هذا.
تُلخص المجلة وتُفهرس بواسطة ببمد، ومؤشر الاستشهادات في العلوم الاجتماعية [الإنجليزية]، ومؤشر الاقتباس العلمي. ووفقًا لتقارير الاستشهاد بالمجلات الأكاديمية، فإن عامل التأثير للمجلة لعام 2020 يبلغ 17.737.